# Fledermauswochenstube in Niewisch
Fledermauswochenstube in Niewisch este o arie protejată (arie specială de conservare — SAC, sit de importanță comunitară — SCI) din Germania întinsă pe o suprafață de 0,12 ha, integral pe uscat.

## Localizare
Centrul sitului Fledermauswochenstube in Niewisch este situat la coordonatele 52°04′40″N 14°13′49″E / 52.0778°N 14.2303°E.

## Înființare
Situl Fledermauswochenstube in Niewisch a fost declarat sit de importanță comunitară în martie 2004.

## Biodiversitate
Situată în ecoregiunea continentală, aria protejată nu include niciun habitat protejat.
La baza desemnării sitului se află o specie protejată de  mamifere: liliac comun (Myotis myotis).